# British Academy Film Award/Bester Hauptdarsteller

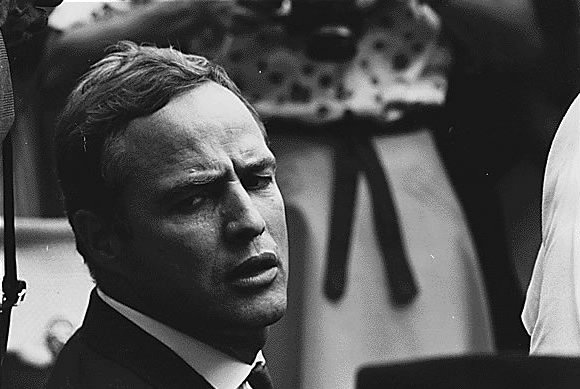
Marlon Brando konnte sich in den Anfangsjahren drei Mal in Folge (1953–1955) den Preis für den Besten ausländischen Darsteller sichern.

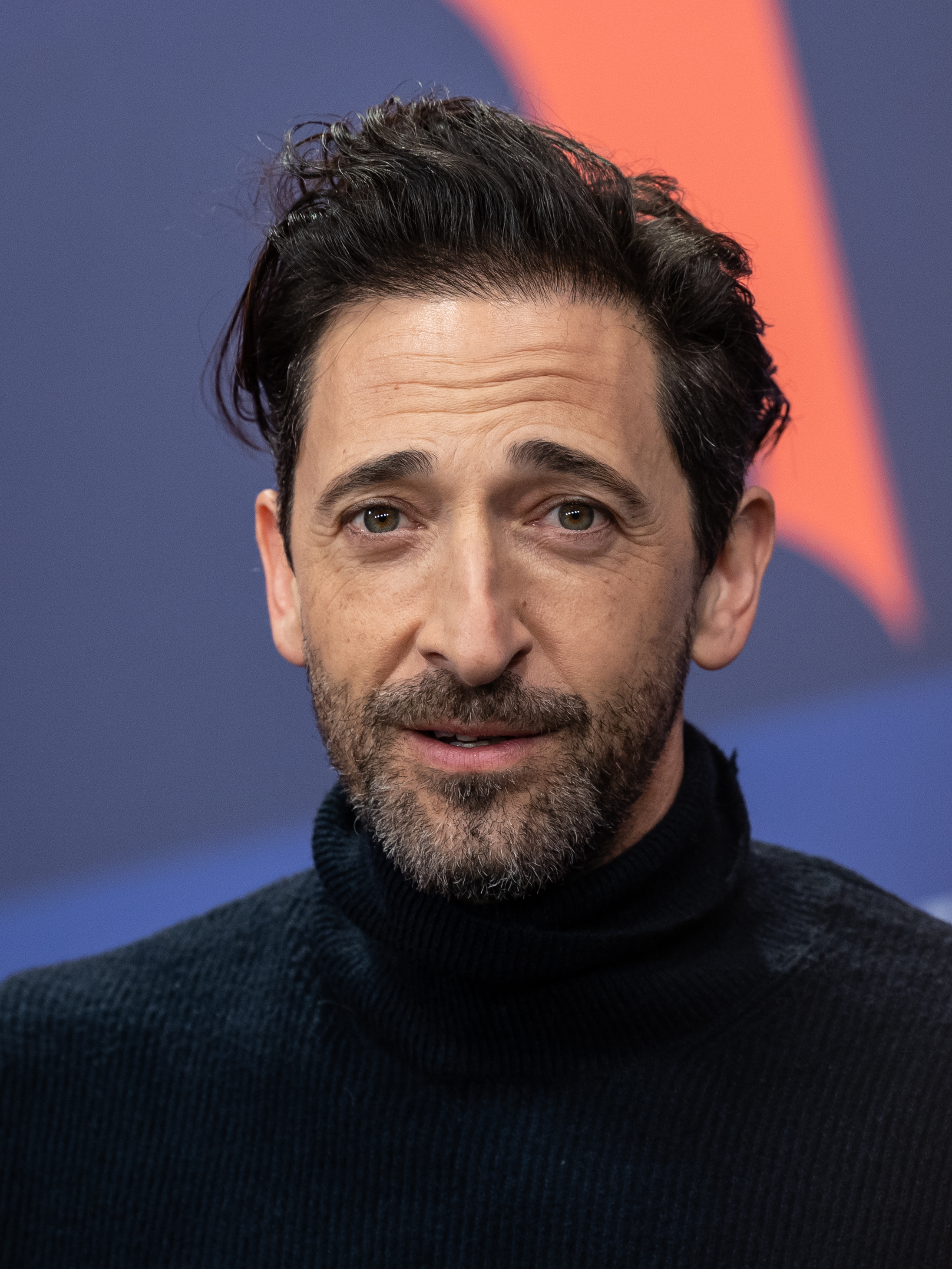
Preisträger des Jahres 2025: Adrien Brody (Der Brutalist)

Gewinner und Nominierte in der Kategorie Bester Hauptdarsteller (Leading Actor) bei den British Academy Film Awards (BAFTA Awards), die die herausragendsten Schauspielleistungen des vergangenen Kalenderjahres prämiert. Erstmals Darstellerpreise für Filmschauspieler wurden im Jahr 1953 verliehen, jeweils für die besten britischen und besten ausländischen Akteure. Ebenso wie bei den beiden Filmkategorien wollte man einer möglichen Vorherrschaft der ausländischen und insbesondere der US-amerikanischen Filmindustrie zuvorkommen.
Im Jahr 1968 wurde die Preisverleihung umstrukturiert. Um Irritationen vorzubeugen, wird nur noch ein Darstellerpreis vergeben. Ebenso variiert seit diesem Zeitpunkt nicht mehr die jährliche Anzahl an Nominierungen, die bis ins Jahr 2000 auf vier, heute auf fünf beschränkt ist. Während Curd Jürgens, Maximilian Schell und Oskar Werner es in den 1950er- und 1960er-Jahren auf eine Handvoll Nominierungen brachten, konnte sich nach Werners Leistung in Der Spion, der aus der Kälte kam (1967) vier Jahrzehnte lang kein deutschsprachiger Akteur mehr in die Nominiertenliste einreihen. Erst 2008 wurde Ulrich Mühe für den Oscar-prämierten deutschsprachigen Film Das Leben der Anderen eine postume Nominierung zuteil. Weitere postume Ehrungen und Nominierungen errangen der US-Amerikaner Spencer Tracy (1969), der Brite Peter Finch (1978) und der Italiener Massimo Troisi (1996).
32 Mal stimmte der Gewinner mit dem späteren Oscar-Preisträger überein, zuletzt 2024 geschehen mit dem Sieg von Cillian Murphy (Oppenheimer).
| Statistik                          | Name          | Anzahl | Jahr                                              |
| ---------------------------------- | ------------- | ------ | ------------------------------------------------- |
| Häufigste Auszeichnungen           | Peter Finch   | 5      | 1957, 1961, 1962, 1972, 1978                      |
| Häufigste Nominierungen (* = Sieg) | Jack Lemmon   | 8      | 1956, 1960*, 1961*, 1964, 1966, 1966, 1980*, 1983 |
| Häufigste Nominierungen ohne Sieg  | Albert Finney | 6      | 1961, 1964, 1972, 1975, 1983, 1985                |

Die unten aufgeführten Filme werden mit ihrem deutschen Verleihtitel (sofern ermittelbar) angegeben, danach folgt in Klammern in kursiver Schrift der fremdsprachige Originaltitel. Die Nennung des Originaltitels entfällt, wenn deutscher und fremdsprachiger Filmtitel identisch sind. Die Gewinner stehen hervorgehoben an erster Stelle.

## 1950er-Jahre
| Jahr | Bester britischer Darsteller | Bester ausländischer Darsteller |
| 1953 | Ralph Richardson – Der unbekannte Feind (The Sound Barrier) nominiert: Jack Hawkins – Mandy James Hayter – Mr. Pickwick (Pickwick Papers) Laurence Olivier – Carrie Nigel Patrick – Der unbekannte Feind (The Sound Barrier) Alastair Sym – Folly to Be Wise | Marlon Brando – Viva Zapata! nominiert: Humphrey Bogart – African Queen (The African Queen) Pierre Fresnay – Gott braucht Menschen (Dieu a besoin des hommes) Francesco Golisano – Das Wunder von Mailand (Miracolo a Milano) Fredric March – Der Tod eines Handlungsreisenden (Death of a Salesman) |
| 1954 | John Gielgud – Julius Caesar nominiert: Jack Hawkins – Der große Atlantik (The Cruel Sea) Trevor Howard – Das Herz aller Dinge (The Heart of the Matter) Duncan Macrae – Besiegter Haß (The Kidnappers) Kenneth More – Die feurige Isabella (Genevieve) | Marlon Brando – Julius Caesar nominiert: Eddie Albert – Ein Herz und eine Krone (Roman Holiday) Van Heflin – Mein großer Freund Shane (Shane) Claude Laydu – Tagebuch eines Landpfarrers (Journal d’un curé de campagne) Marcel Mouloudji – Wir sind alle Mörder (Nous sommes tous des assassins) Gregory Peck – Ein Herz und eine Krone (Roman Holiday) Spencer Tracy – Theaterfieber (The Actress) |
| 1955 | Kenneth More – Aber, Herr Doktor… (Doctor in the House) nominiert: Maurice Denham – Flammen über Fernost (The Purple Rain) Robert Donat – Lease of Life David Niven – Major Carrington (Carrington V.C.) John Mills – Herr im Haus bin ich (Hobson’s Choice) Donald Wolfit – Svengali | Marlon Brando – Die Faust im Nacken (On the Waterfront) nominiert: Neville Brand – Terror in Block 11 (Riot in Cell Block 11) José Ferrer – Die Caine war ihr Schicksal (The Caine Mutiny) Fredric March – Die Intriganten (Executive Suite) James Stewart – Die Glenn Miller Story (The Glenn Miller Story) |
| 1956 | Laurence Olivier – Richard III. (Richard III) nominiert: Alfie Bass – The Bespoke Overcoat Alec Guinness – Der Gefangene (The Prisoner) Jack Hawkins – Der Gefangene (The Prisoner) David Kossoff – Voller Wunder ist das Leben (A Kid for Two Farthings) Kenneth More – Lockende Tiefe (The Deep Blue Sea) Michael Redgrave – Sie waren 13 (The Night My Number Came Up)                                           | Ernest Borgnine – Marty nominiert: James Dean – Jenseits von Eden (East of Eden) Jack Lemmon – Keine Zeit für Heldentum (Mister Roberts) Toshirō Mifune – Die sieben Samurai (七人の侍) Takashi Shimura – Die sieben Samurai (七人の侍) Frank Sinatra – …und nicht als ein Fremder |
| 1957 | Peter Finch – Marsch durch die Hölle (A Town Like Alice) nominiert: Jack Hawkins – Der lange Arm (The Long Arm) Kenneth More – Allen Gewalten zum Trotz (Reach for the Sky) | François Périer – Gervaise nominiert: Gunnar Björnstrand – Das Lächeln einer Sommernacht (Sommarnattens leende) James Dean – …denn sie wissen nicht, was sie tun (Rebel Without a Cause) Pierre Fresnay – Der Abtrünnige (Le Défroqué) William Holden – Picknick (Picnic) Karl Malden – Baby Doll – Begehre nicht des anderen Weib (Baby Doll) Frank Sinatra – Der Mann mit dem goldenen Arm (The Man with the Golden Arm) Spencer Tracy – Der Berg der Versuchung (The Mountain) |
| 1958 | Alec Guinness – Die Brücke am Kwai (The Bridge on the River Kwai) nominiert: Peter Finch – Mann im Feuer (Windom’s Way) Trevor Howard – Manuela Laurence Olivier – Der Prinz und die Tänzerin (The Prince and the Showgirl) Michael Redgrave – In letzter Stunde (Time Without Pity) | Henry Fonda – Die zwölf Geschworenen (12 Angry Men) nominiert: Richard Basehart – Wenn Männer zerbrechen (Time Limit) Pierre Brasseur – Die Mausefalle (Porte des Lilas) Tony Curtis – Dein Schicksal in meiner Hand (Sweet Smell of Success) Jean Gabin – Zwei Mann, ein Schwein und die Nacht von Paris (La Traversée de Paris) Sidney Poitier – Ein Mann besiegt die Angst (Edge of the City) Robert Mitchum – Der Seemann und die Nonne (Heaven Knows, Mr. Allison) Ed Wynn – The Great Man |
| 1959 | Trevor Howard – Der Schlüssel (The Key) nominiert: Michael Craig – Die schwarzen Teufel von El Alamein (Sea of Sand) Laurence Harvey – Der Weg nach oben (Room at the Top) I. S. Johar – Die Pranke des Tigers (Harry Black) Anthony Quayle – Eiskalt in Alexandrien – Feuersturm über Afrika (Ice-Cold in Alex) Terry-Thomas – Der kleine Däumling (Tom Thumb) Donald Wolfit – Der Weg nach oben (Room at the Top) | Sidney Poitier – Flucht in Ketten (The Defiant Ones) nominiert: Marlon Brando – Die jungen Löwen (The Young Lions) Tony Curtis – Flucht in Ketten (The Defiant Ones) Glenn Ford – In Colorado ist der Teufel los (The Sheepman) Curd Jürgens – Duell im Atlantik (The Enemy Below) Curd Jürgens – Die Herberge zur 6. Glückseligkeit (The Inn of the Sixth Happiness) Charles Laughton – Zeugin der Anklage (Witness for the Prosecution) Paul Newman – Die Katze auf dem heißen Blechdach (Cat on a Hot Tin Roof) Victor Sjöström – Wilde Erdbeeren (Smultronstället) Spencer Tracy – Das letzte Hurra (The Last Hurrah) |

## 1960er-Jahre
| Jahr | Bester britischer Darsteller | Bester ausländischer Darsteller |
| 1960 | Peter Sellers – Junger Mann aus gutem Haus (I’m All Right Jack) nominiert: Stanley Baker – Feinde von gestern (Yesterday’s Enemy) Richard Burton – Blick zurück im Zorn (Look Back in Anger) Peter Finch – Geschichte einer Nonne (The Nun’s Story) Laurence Harvey – Expresso Bongo Gordon Jackson – Feinde von gestern (Yesterday’s Enemy) Laurence Olivier – Der Teufelsschüler (The Devil’s Disciple)                                                   | Jack Lemmon – Manche mögen’s heiß (Some Like It Hot) nominiert: Zbigniew Cybulski – Asche und Diamant (Popiól i diament) Jean Desailly – Kommissar Maigret stellt eine Falle (Maigret tend un piège) Jean Gabin – Kommissar Maigret stellt eine Falle (Maigret tend un piège) Takashi Shimura – Einmal wirklich leben (生きる) James Stewart – Anatomie eines Mordes (Anatomy of a Murder) |
| 1961 | Peter Finch – Der Mann mit der grünen Nelke (The Trials of Oscar Wilde) nominiert: Richard Attenborough – Zorniges Schweigen (The Angry Silence) Albert Finney – Samstagnacht bis Sonntagmorgen (Saturday Night and Sunday Morning) John Fraser – Der Mann mit der grünen Nelke (The Trials of Oscar Wilde) Alec Guinness – Einst ein Held (Tunes of Glory) John Mills – Einst ein Held (Tunes of Glory) Laurence Olivier – Der Komödiant (The Entertainer) | Jack Lemmon – Das Appartement (The Apartment) nominiert: George Hamilton – Crime & Punishment, USA Burt Lancaster – Elmer Gantry Fredric March – Wer den Wind sät (Inherit the Wind) Yves Montand – Machen wir’s in Liebe (Let’s Make Love) Spencer Tracy – Wer den Wind sät (Inherit the Wind) |
| 1962 | Peter Finch – Und morgen alles (No Love for Johnnie) nominiert: Dirk Bogarde – Der Teufelskreis (Victim) | Paul Newman – Haie der Großstadt (The Hustler) nominiert: Montgomery Clift – Urteil von Nürnberg (Judgment at Nuremberg) Wladimir Iwaschow – Die Ballade vom Soldaten (Ballada o soldatje) Philippe Leroy – Das Loch (Le Trou) Sidney Poitier – Ein Fleck in der Sonne (A Raisin in the Sun) Maximilian Schell – Urteil von Nürnberg (Judgment at Nuremberg) Alberto Sordi – Liebenswerte Gegner (The Best of Enemies) |
| 1963 | Peter O’Toole – Lawrence von Arabien (Lawrence of Arabia) nominiert: Richard Attenborough – Der große Knüller (The Dock Brief) Alan Bates – Nur ein Hauch Glückseligkeit (A Kind of Loving) James Mason – Lolita Laurence Olivier – Spiel mit dem Schicksal (Term of Trial) Peter Sellers – Lieben kann man nur zu zweit (Only Two Can Play) | Burt Lancaster – Der Gefangene von Alcatraz (Birdman of Alcatraz) nominiert: Jean-Paul Belmondo – Eva und der Priester (Léon Morin, prêtre) Franco Citti – Accattone – Wer nie sein Brot mit Tränen aß (Accattone) Kirk Douglas – Einsam sind die Tapferen (Lonely Are the Brave) George Hamilton – Licht auf der Piazza (Light in the Piazza) Charles Laughton – Sturm über Washington (Advise & Consent) Anthony Quinn – Lawrence von Arabien (Lawrence of Arabia) Robert Ryan – Die Verdammten der Meere (Billy Budd) Georges Wilson – Noch nach Jahr und Tag (Une aussi longue absence) |
| 1964 | Dirk Bogarde – Der Diener (The Servant) nominiert: Tom Courtenay – Geliebter Spinner (Billy Liar) Albert Finney – Tom Jones – Zwischen Bett und Galgen (Tom Jones) Hugh Griffith – Tom Jones – Zwischen Bett und Galgen (Tom Jones) Richard Harris – Lockender Lorbeer (This Sporting Life) | Marcello Mastroianni – Scheidung auf italienisch (Divorzio all’italiana) nominiert: Howard Da Silva – David und Lisa (David and Lisa) Jack Lemmon – Die Tage des Weines und der Rosen (Days of Wine and Roses) Paul Newman – Der Wildeste unter Tausend (Hud) Gregory Peck – Wer die Nachtigall stört (To Kill a Mockingbird) |
| 1965 | Richard Attenborough – Schüsse in Batasi (Guns at Batasi) und An einem trüben Nachmittag (Séance on a Wet Afternoon) nominiert: Tom Courtenay – King and Country (Für König und Vaterland) (King and Country) Peter O’Toole – Becket Peter Sellers – Dr. Seltsam oder: Wie ich lernte, die Bombe zu lieben (Dr. Strangelove or: How I Learned to Stop Worrying and Love the Bomb) Peter Sellers – Der rosarote Panther (The Pink Panther)                   | Marcello Mastroianni – Gestern, heute und morgen (Ieri, oggi, domani) nominiert: Cary Grant – Charade Sterling Hayden – Dr. Seltsam oder: Wie ich lernte, die Bombe zu lieben (Dr. Strangelove or: How I Learned to Stop Worrying and Love the Bomb) Sidney Poitier – Lilien auf dem Felde (Lilies of the Field) |
| 1966 | Dirk Bogarde – Darling nominiert: Harry Andrews – Ein Haufen toller Hunde (The Hill) Michael Caine – Ipcress – streng geheim (The Ipcress File) Rex Harrison – My Fair Lady | Lee Marvin – Cat Ballou – Hängen sollst du in Wyoming (Cat Ballou) und Tod eines Killers (The Killers) nominiert: Jack Lemmon – Leih mir deinen Mann (Good Neighbor Sam) Jack Lemmon – Wie bringt man seine Frau um (How to Murder Your Wife) Anthony Quinn – Alexis Sorbas (Zorba the Greek) Innokenti Smoktunowski – Hamlet (Gamlet) Oskar Werner – Das Narrenschiff (Ship of Fools) |
| 1967 | Richard Burton – Der Spion, der aus der Kälte kam (The Spy Who Came in from the Cold) nominiert: Michael Caine – Der Verführer läßt schön grüßen (Alfie) Ralph Richardson – Letzte Grüße von Onkel Joe (The Wrong Box) Ralph Richardson – Doktor Schiwago (Doctor Zhivago) Ralph Richardson – Khartoum David Warner – Protest (Morgan: A Suitable Case for Treatment)                                                                                       | Rod Steiger – Der Pfandleiher (The Pawnbroker) nominiert: Jean-Paul Belmondo – Elf Uhr nachts (Pierrot le fou) Sidney Poitier – Träumende Lippen (A Patch of Blue) Oskar Werner – Der Spion, der aus der Kälte kam (The Spy Who Came in from the Cold) |
| 1968 | Paul Scofield – Ein Mann zu jeder Jahreszeit (A Man for All Seasons) nominiert: Dirk Bogarde – Accident – Zwischenfall in Oxford (Accident) Richard Burton – Der Widerspenstigen Zähmung (The Taming of the Shrew) James Mason – Anruf für einen Toten (The Deadly Affair) | Rod Steiger – In der Hitze der Nacht (In the Heat of the Night) nominiert: Warren Beatty – Bonnie und Clyde (Bonnie and Clyde) Sidney Poitier – In der Hitze der Nacht (In the Heat of the Night) Orson Welles – Falstaff (Campanadas a medianoche) |

1969
Spencer Tracy – Rat mal, wer zum Essen kommt (Guess Who’s Coming to Dinner)
- Trevor Howard – Der Angriff der leichten Brigade (The Charge of the Light Brigade)
- Ron Moody – Oliver (Oliver!)
- Nicol Williamson – Ereignisse beim Bewachen der Bofors-Kanone (The Bofors Gun)

## 1970er-Jahre
1970
Dustin Hoffman – Asphalt-Cowboy (Midnight Cowboy) und John und Mary (John and Mary)
- Alan Bates – Liebende Frauen (Women in Love)
- Walter Matthau – The Secret Life of an American Wife
- Nicol Williamson – Inadmissible Evidence

1971
Robert Redford – Zwei Banditen (Butch Cassidy and the Sundance Kid), Blutige Spur (Tell Them Willie Boy Is Here) und Schußfahrt (Downhill Racer)
- Elliott Gould – Bob & Carol & Ted & Alice (Bob & Carol & Ted & Alice) und MASH
- Paul Newman – Zwei Banditen (Butch Cassidy and the Sundance Kid)
- George C. Scott – Patton – Rebell in Uniform (Patton)

1972
Peter Finch – Sunday, Bloody Sunday (Sunday Bloody Sunday)
- Dirk Bogarde – Tod in Venedig (Death in Venice)
- Albert Finney – Gumshoe
- Dustin Hoffman – Little Big Man

1973
Gene Hackman – French Connection – Brennpunkt Brooklyn (French Connection) und Die Höllenfahrt der Poseidon (The Poseidon Adventure)
- Marlon Brando – Das Loch in der Tür (The Nightcomers) und Der Pate (The Godfather)
- George C. Scott – Der verkehrte Sherlock Holmes (They Might Be Giants) und Hospital (The Hospital)
- Robert Shaw – Der junge Löwe (Young Winston)

1974
Walter Matthau – Peter und Tillie (Pete ’n’ Tillie) und Der große Coup (Charley Varrick)
- Marlon Brando – Der letzte Tango in Paris (Ultimo tango a Parigi)
- Laurence Olivier – Mord mit kleinen Fehlern (Sleuth)
- Donald Sutherland – Wenn die Gondeln Trauer tragen (Don’t Look Now) und Steelyard Blues

1975
Jack Nicholson – Chinatown und Das letzte Kommando (The Last Detail)
- Gene Hackman – Der Dialog (The Conservation)
- Albert Finney – Mord im Orient-Expreß (Murder on the Orient Express)
- Al Pacino – Serpico

1976
Al Pacino – Hundstage (Dog Day Afternoon) und Der Pate – Teil II (The Godfather, Part II)
- Richard Dreyfuss – Der weiße Hai (Jaws)
- Gene Hackman – French Connection II und Die heiße Spur (Night Moves)
- Dustin Hoffman – Lenny

1977
Jack Nicholson – Einer flog über das Kuckucksnest (One Flew Over The Cuckoo’s Nest)
- Robert De Niro – Taxi Driver
- Dustin Hoffman – Die Unbestechlichen (All the President’s Men) und Der Marathon-Mann (Marathon Man)
- Walter Matthau – Die Bären sind los (The Bad News Bears) und Die Sunny Boys (The Sunshine Boys)

1978
Peter Finch – Network
- Woody Allen – Der Stadtneurotiker (Annie Hall)
- William Holden – Network
- Sylvester Stallone – Rocky

1979
Richard Dreyfuss – Der Untermieter (The Goodbye Girl)
- Brad Davis – 12 Uhr nachts – Midnight Express (Midnight Express)
- Anthony Hopkins – Magic – Eine unheimliche Liebesgeschichte (Magic)
- Peter Ustinov – Tod auf dem Nil (Death on the Nile)

## 1980er-Jahre
1980
Jack Lemmon – Das China-Syndrom (The China Syndrome)
- Woody Allen – Manhattan
- Robert De Niro – Die durch die Hölle gehen (The Deer Hunter)
- Martin Sheen – Apocalypse Now

1981
John Hurt – Der Elefantenmensch (The Elephant Man)
- Dustin Hoffman – Kramer gegen Kramer (Kramer vs. Kramer)
- Roy Scheider – Hinter dem Rampenlicht (All That Jazz)
- Peter Sellers – Willkommen Mr. Chance (Being There)

1982
Burt Lancaster – Atlantic City, USA (Atlantic City)
- Robert De Niro – Wie ein wilder Stier (Raging Bull)
- Bob Hoskins – Rififi am Karfreitag (The Long Good Friday)
- Jeremy Irons – Die Geliebte des französischen Leutnants (The French Lieutenant’s Woman)

1983
Ben Kingsley – Gandhi
- Warren Beatty – Reds
- Albert Finney – Du oder beide (Shoot the Moon)
- Henry Fonda – Am goldenen See (On Golden Pond)
- Jack Lemmon – Vermißt (Missing)

1984
Michael Caine – Rita will es endlich wissen (Educating Rita)

Dustin Hoffman – Tootsie
- Michael Caine – Der Honorarkonsul (The Honorary Consul)
- Robert De Niro – The King of Comedy

1985
Haing S. Ngor – The Killing Fields – Schreiendes Land (The Killing Fields)
- Tom Courtenay – Ein ungleiches Paar (The Dresser)
- Albert Finney – Ein ungleiches Paar (The Dresser)
- Sam Waterston – The Killing Fields – Schreiendes Land (The Killing Fields)

1986
William Hurt – Kuß der Spinnenfrau (Kiss of the Spider Woman)
- Victor Banerjee – Reise nach Indien (A Passage to India)
- Harrison Ford – Der einzige Zeuge (Witness)
- F. Murray Abraham – Amadeus

1987
Bob Hoskins – Mona Lisa
- Woody Allen – Hannah und ihre Schwestern (Hannah and Her Sisters)
- Michael Caine – Hannah und ihre Schwestern (Hannah and Her Sisters)
- Paul Hogan – Crocodile Dundee – Ein Krokodil zum Küssen (Crocodile Dundee)

1988
Sean Connery – Der Name der Rose
- Gérard Depardieu – Jean Florette (Jean de Florette)
- Yves Montand – Jean Florette (Jean de Florette)
- Gary Oldman – Das stürmische Leben des Joe Orton (Prick Up Your Ears)

1989
John Cleese – Ein Fisch namens Wanda (A Fish Called Wanda)
- Michael Douglas – Eine verhängnisvolle Affäre (Fatal Attraction)
- Kevin Kline – Ein Fisch namens Wanda (A Fish Called Wanda)
- Robin Williams – Good Morning, Vietnam

## 1990er-Jahre
1990
Daniel Day-Lewis – Mein linker Fuß (My Left Foot)
- Kenneth Branagh – Henry V. (Henry V)
- Dustin Hoffman – Rain Man
- Robin Williams – Der Club der toten Dichter (Dead Poets Society)

1991
Philippe Noiret – Cinema Paradiso (Nuovo cinema Paradiso)
- Sean Connery – Jagd auf Roter Oktober (The Hunt for Red October)
- Tom Cruise – Geboren am 4. Juli (Born on the Fourth of July)
- Robert De Niro – GoodFellas – Drei Jahrzehnte in der Mafia (Goodfellas)

1992
Anthony Hopkins – Das Schweigen der Lämmer (The Silence of the Lambs)
- Kevin Costner – Der mit dem Wolf tanzt (Dances with Wolves)
- Gérard Depardieu – Cyrano von Bergerac (Cyrano de Bergerac)
- Alan Rickman – Wie verrückt & aus tiefstem Herzen (Truly, Madly, Deeply)

1993
Robert Downey Jr. – Chaplin
- Daniel Day-Lewis – Der letzte Mohikaner (The Last of the Mohicans)
- Stephen Rea – The Crying Game
- Tim Robbins – The Player

1994
Anthony Hopkins – Was vom Tage übrig blieb (The Remains of the Day)
- Daniel Day-Lewis – Im Namen des Vaters (In the Name of the Father)
- Anthony Hopkins – Shadowlands
- Liam Neeson – Schindlers Liste (Schindler’s List)

1995
Hugh Grant – Vier Hochzeiten und ein Todesfall (Four Weddings and a Funeral)
- Tom Hanks – Forrest Gump
- Terence Stamp – Priscilla – Königin der Wüste (The Adventures of Priscilla, Queen of the Desert)
- John Travolta – Pulp Fiction

1996
Nigel Hawthorne – King George – Ein Königreich für mehr Verstand (The Madness of King George)
- Nicolas Cage – Leaving Las Vegas
- Jonathan Pryce – Carrington
- Massimo Troisi – Der Postmann (Il Postino)

1997
Geoffrey Rush – Shine – Der Weg ins Licht (Shine)
- Ralph Fiennes – Der englische Patient (The English Patient)
- Ian McKellen – Richard III. (Richard III)
- Timothy Spall – Lügen und Geheimnisse (Secrets & Lies)

1998
Robert Carlyle – Ganz oder gar nicht (The Full Monty)
- Billy Connolly – Ihre Majestät Mrs. Brown (Mrs. Brown)
- Kevin Spacey – L.A. Confidential
- Ray Winstone – Nil by Mouth

1999
Roberto Benigni – Das Leben ist schön (La vita è bella)
- Michael Caine – Little Voice
- Joseph Fiennes – Shakespeare in Love
- Tom Hanks – Der Soldat James Ryan (Saving Private Ryan)

## 2000er-Jahre
2000
Kevin Spacey – American Beauty
- Jim Broadbent – Topsy-Turvy – Auf den Kopf gestellt (Topsy-Turvy)
- Russell Crowe – Insider (The Insider)
- Ralph Fiennes – Das Ende einer Affäre (The End of the Affair)
- Om Puri – East is East (East Is East)

2001
Jamie Bell – Billy Elliot – I Will Dance (Billy Elliot)
- Russell Crowe – Gladiator
- Michael Douglas – Die WonderBoys (Wonder Boys)
- Tom Hanks – Cast Away – Verschollen (Cast Away)
- Geoffrey Rush – Quills – Macht der Besessenheit (Quills)

2002
Russell Crowe – A Beautiful Mind – Genie und Wahnsinn (A Beautiful Mind)
- Jim Broadbent – Iris
- Ian McKellen – Der Herr der Ringe: Die Rückkehr des Königs (The Lord of the Rings: The Fellowship of the Ring)
- Kevin Spacey – Schiffsmeldungen (The Shipping News)
- Tom Wilkinson – In the Bedroom

2003
Daniel Day-Lewis – Gangs of New York
- Adrien Brody – Der Pianist (The Pianist)
- Nicolas Cage – Adaption – Der Orchideen-Dieb (Adaptation)
- Michael Caine – Der stille Amerikaner (The Quiet American)
- Jack Nicholson – About Schmidt

2004
Bill Murray – Lost in Translation
- Benicio del Toro – 21 Gramm (21 Grams)
- Johnny Depp – Fluch der Karibik (Pirates of the Caribbean: The Curse of the Black Pearl)
- Jude Law – Unterwegs nach Cold Mountain (Cold Mountain)
- Sean Penn – 21 Gramm (21 Grams)
- Sean Penn – Mystic River

2005
Jamie Foxx – Ray
- Gael García Bernal – Die Reise des jungen Che (Diarios de motocicleta)
- Jim Carrey – Vergiss mein nicht! (Eternal Sunshine of the Spotless Mind)
- Johnny Depp – Wenn Träume fliegen lernen (Finding Neverland)
- Leonardo DiCaprio – Aviator (The Aviator)

2006
Philip Seymour Hoffman – Capote
- Ralph Fiennes – Der ewige Gärtner (The Constant Gardner)
- Heath Ledger – Brokeback Mountain
- Joaquin Phoenix – Walk the Line
- David Strathairn – Good Night, and Good Luck (Good Night, and Good Luck.)

2007
Forest Whitaker – Der letzte König von Schottland – In den Fängen der Macht (The Last King of Scotland)
- Daniel Craig – James Bond 007: Casino Royale (Casino Royale)
- Leonardo DiCaprio – Departed – Unter Feinden (The Departed)
- Richard Griffiths – Die History Boys – Fürs Leben lernen (The History Boys)
- Peter O’Toole – Venus

2008
Daniel Day-Lewis – There Will Be Blood
- George Clooney – Michael Clayton
- James McAvoy – Abbitte (Atonement)
- Viggo Mortensen – Tödliche Versprechen – Eastern Promises (Eastern Promises)
- Ulrich Mühe – Das Leben der Anderen

2009
Mickey Rourke – The Wrestler – Ruhm, Liebe, Schmerz
- Frank Langella – Frost/Nixon
- Dev Patel – Slumdog Millionär (Slumdog Millionaire)
- Sean Penn – Milk
- Brad Pitt – Der seltsame Fall des Benjamin Button (The Curious Case of Benjamin Button)

## 2010er-Jahre
2010
Colin Firth – A Single Man
- Jeff Bridges – Crazy Heart
- George Clooney – Up in the Air
- Jeremy Renner – Tödliches Kommando – The Hurt Locker (The Hurt Locker)
- Andy Serkis – Sex & Drugs & Rock & Roll

2011
Colin Firth – The King’s Speech
- Javier Bardem – Biutiful
- Jeff Bridges – True Grit
- Jesse Eisenberg – The Social Network
- James Franco – 127 Hours

2012
Jean Dujardin – The Artist
- George Clooney – The Descendants – Familie und andere Angelegenheiten (The Descendants)
- Michael Fassbender – Shame
- Gary Oldman – Dame, König, As, Spion (Tinker Tailor Soldier Spy)
- Brad Pitt – Die Kunst zu gewinnen – Moneyball (Moneyball)

2013
Daniel Day-Lewis – Lincoln
- Ben Affleck – Argo
- Bradley Cooper – Silver Linings (Silver Linings Playbook)
- Hugh Jackman – Les Misérables
- Joaquín Phoenix – The Master

2014
Chiwetel Ejiofor – 12 Years a Slave
- Leonardo DiCaprio – The Wolf of Wall Street
- Christian Bale – American Hustle
- Bruce Dern – Nebraska
- Tom Hanks – Captain Phillips

2015
Eddie Redmayne – Die Entdeckung der Unendlichkeit (The Theory of Everything)
- Benedict Cumberbatch – The Imitation Game – Ein streng geheimes Leben (The Imitation Game)
- Ralph Fiennes – Grand Budapest Hotel (The Grand Budapest Hotel)
- Jake Gyllenhaal – Nightcrawler – Jede Nacht hat ihren Preis (Nightcrawler)
- Michael Keaton – Birdman oder (Die unverhoffte Macht der Ahnungslosigkeit) (Birdman or (The Unexpected Virtue of Ignorance))

2016
Leonardo DiCaprio – The Revenant – Der Rückkehrer (The Revenant)
- Bryan Cranston – Trumbo
- Matt Damon – Der Marsianer – Rettet Mark Watney (The Martian)
- Michael Fassbender – Steve Jobs
- Eddie Redmayne – The Danish Girl

2017
Casey Affleck – Manchester by the Sea
- Andrew Garfield – Hacksaw Ridge – Die Entscheidung (Hacksaw Ridge)
- Ryan Gosling – La La Land
- Jake Gyllenhaal – Nocturnal Animals
- Viggo Mortensen – Captain Fantastic – Einmal Wildnis und zurück (Captain Fantastic)

2018
Gary Oldman – Die dunkelste Stunde (Darkest Hour)
- Jamie Bell – Film Stars Don’t Die in Liverpool
- Timothée Chalamet – Call Me by Your Name
- Daniel Day-Lewis – Der seidene Faden (Phantom Thread)
- Daniel Kaluuya – Get Out

2019
Rami Malek – Bohemian Rhapsody
- Christian Bale – Vice – Der zweite Mann
- Steve Coogan – Stan & Ollie
- Bradley Cooper – A Star Is Born
- Viggo Mortensen – Green Book – Eine besondere Freundschaft

## 2020er-Jahre
2020
Joaquin Phoenix – Joker
- Leonardo DiCaprio – Once Upon a Time in Hollywood
- Adam Driver – Marriage Story
- Taron Egerton – Rocketman
- Jonathan Pryce – Die zwei Päpste

2021
Anthony Hopkins – The Father
- Riz Ahmed – Sound of Metal
- Chadwick Boseman – Ma Rainey’s Black Bottom
- Adarsh Gourav – Der weiße Tiger (The White Tiger)
- Mads Mikkelsen – Der Rausch (Druk)
- Tahar Rahim – Der Mauretanier (The Mauritanian)

2022
Will Smith – King Richard
- Adeel Akhtar – Ali & Ava
- Mahershala Ali – Schwanengesang (Swan Song)
- Benedict Cumberbatch – The Power of the Dog
- Leonardo DiCaprio – Don’t Look Up
- Stephen Graham – Yes, Chef! (Boiling Point)

2023
Austin Butler – Elvis
- Colin Farrell – The Banshees of Inisherin
- Brendan Fraser – The Whale
- Daryl McCormack – Meine Stunden mit Leo (Good Luck to You, Leo Grande)
- Paul Mescal – Aftersun
- Bill Nighy – Living – Einmal wirklich leben (Living)

2024
Cillian Murphy – Oppenheimer
- Bradley Cooper – Maestro
- Colman Domingo – Rustin
- Paul Giamatti – The Holdovers
- Barry Keoghan – Saltburn
- Yoo Teo – Past Lives – In einem anderen Leben (Past Lives)

2025
Adrien Brody – Der Brutalist (The Brutalist)
- Timothée Chalamet – Like A Complete Unknown (A Complete Unknown)
- Colman Domingo – Sing Sing
- Ralph Fiennes – Konklave (Conclave)
- Hugh Grant – Heretic
- Sebastian Stan – The Apprentice – The Trump Story (The Apprentice)